# La Jarrie-Audouin
La Jarrie-Audouin is een gemeente in het Franse departement Charente-Maritime (regio Nouvelle-Aquitaine) en telt 259 inwoners (2005). De plaats maakt deel uit van het arrondissement Saint-Jean-d'Angély.

## Geografie
De oppervlakte van La Jarrie-Audouin bedraagt 8,4 km², de bevolkingsdichtheid is 30,8 inwoners per km².
De onderstaande kaart toont de ligging van La Jarrie-Audouin met de belangrijkste infrastructuur en aangrenzende gemeenten.

## Demografie
Onderstaande figuur toont het verloop van het inwonertal (bron: INSEE-tellingen).